# Pablo Solari
Pablo César Solari Ferreyra (ur. 22 marca 2001 w Arizonie) – argentyński piłkarz występujący na pozycji prawego skrzydłowego, od 2022 roku zawodnik River Plate.
Jego brat Santiago Solari również jest piłkarzem.